# هموژن‌تیسیک اسید
هموژن‌تیسیک اسید (به انگلیسی: Homogentisic acid) یک ترکیب شیمیایی با شناسه پاب‌کم ۷۸۰ است. اسید هموجنتیسیک یکی از متابولیت‌های تیروزین است. این ماده در ادرار بیماران مبتلا به بیماری ادرار سیاه مشاهده می شود.